# Melanie Nocher
Melanie Nocher (ur. 18 czerwca 1988 w  Belfaście) – irlandzka pływaczka, specjalizująca się głównie w stylu grzbietowym i dowolnym.
Brązowa medalistka mistrzostw Europy na krótkim basenie ze Szczecina na 200 m stylem grzbietowym.
Uczestniczka igrzysk olimpijskich z Pekinu (20. miejsce na200 m stylem grzbietowym i 43. miejsce na 200 m stylem dowolnym) i z Londynu (33. miejsce na 100 i 34. miejsce na 200 m grzbietem).